# Loulou fra Montmartre
Loulou fra Montmartre (Loulou de Montmartre) er en fransk tegnefilmserie i 26 afsnit fra 2008. Serien er blevet sendt med dansk tale på DR Ramasjang og DR1

## Handling
Loulous mor render rundt i gaderne i Montmartre i Paris sammen med Loulou som spædbarn. Hun er på flugt fra manden med sølvstokken, men hun efterlader sit barn hos præsten Fader Menard i Montmartre og flygter selv om bord på et stort skib. Loulou vokser op hos en af præstens venner, som bliver Loulous barnepige. Loulou kommer på kostskole, men da Menard dør, har den onde kvindelige skoleleder al magt over Loulou, og hun udnytter det til at sende Loulou på arbejde på en café som kartoffelskræller, mens hun selv får lønnen. Senere møder Loulou en god ven ved navn Gaby, som kommer til at være til stor hjælp. Hun har også en god veninde ved navn Charlotte, som hjælper Loulou ved at lede manden med sølvstokken på vildspor. Men han er for snu og finder ud af, at han er blevet snydt, og går igen på jagt efter Loulou. Gaby får arbejde som redaktør for en kendt avis i Montmartre men lever livet farligt.
Loulou finder ud af, at hun er datter af en afdød adelig mand. Hun er hertuginde! Senere møder hun den onde Baron de Boisrobert og hendes oldemor. Loulou finder sin oldemor ved en udspionering af Boisrobert ved en fest på slottet. Baron de Boisrobert vil gøre alt for, at Loulous navn bliver fjernet fra hendes oldemors testamente efter hendes pludselige hjerteslag, hvor hun døde. Manden med sølvstokken finder ud af hvem Loulou er, og han bærer på en hemmelighed.
Efterfølgende finder Loulou sin mor, som bor i Amerika. Landet hvor Loulou senere kommer til at bo. Loulous mor vender tilbage til Paris. Manden med sølvstokken kommer hen til Loulous mor. Loulou tror han skal kidnappe hende, så hun prøver at slå ham, men det lykkes ikke. Loulous mor siger, at det er hendes far, men det tror Loulou ikke på, fordi i alle de år har hun troet, at manden med sølvstokken dræbte hendes far. Hun løber hen til stedet, hvor alle troede hun var druknet. Faren siger til Loulou, at hun ikke skal være bange. Han fortæller at Manden med sølvstokken og han selv sloges, og de faldt ned fra et bjerg. Han landede på Manden med sølvtokken og var heldig ikke at dø. Familien er atter samlet igen, men da faren bliver beskyldt for mord, er han nødt til at stikke af. 
Så begynder Loulou at græde. Hun går ned til et springvand, hvor Gaby kommer og beroliger hende. Han fortæller at hendes far gemmer sig. Så kysser de, baronen ser det og siger, at det ikke er det sidste de har set til ham.

## Danske stemmer
| Figur                      | Danske stemmer          |
| -------------------------- | ----------------------- |
| Lorraine De Lagny (Loulou) | Neel Rønholt            |
| Gabriel Fiorelli (Gaby)    | Jens Sætter-Lassen      |
| Manden med sølvstokken     | Søren Vejby             |
| Baron Bertran de Boirobert | Kristian Halken         |
| Fader Menard               | Niels Anders Thorn      |
| Léontine                   | Michelle Bjørn-Andersen |
| Frk. Trochu                | Kit Eichler             |
| Dédé Enøje                 | Mikkel Bay Mortensen    |

### Øvrige danske stemmer
- Lise Koefoed
- Chresten Speggers
- Mads Knarreborg
- Per Linderoth
- Signe K. Hjort
- Valdemar Tvarnø
- Johanne Louise Schmidt
- Morten Hemmingsen
- Gaia Munoz Rosbjerg
- Peter Zhelder
- Frida M. Reynberg